# جان روش
جان روش (31 ماي 1917 - 18 فبراير 2004) (بالفرنسية: Jean Rouch)‏ هو مخرج ومؤلف ومدير تصوير وأنثروبولوجي فرنسي.
يعتبر أحد مؤسسي سينما فيريتيه في فرنسا.
وهو مؤسس الأنثربولوجيا البصرية، وأحد أبرز مخرجي السينما التسجيلية. كانت صدفة التحولات الكبرى للقرن العشرين سفينة أبحرت بالرجل المناهض للكولونيالية إلى إفريقيا، حيث أنجز العديد من الأفلام والدراسات التي جعلته رائدا للسينما التسجيلية وأحد معلميها الكبار.

## مسيرته
وُلد «جان روش» بتاريخ 31 مايو 1917 بمدينة باريس في فرنسا، البلد الذي ألهم مشواره وشغفه بالإثنوغرافيا (دراسة الأجناس والسلالات البشرية)، كما أنه البلد التي قام فيه بتصوير معظم أفلامه.
كان سر تميزه كصانع أفلام هو قدرته الفريدة على الربط بين العلوم الاجتماعية والسينما.
توفي بمدينة «بيرني نكوني» في النيجر إثر حادث سير سنة 2004.

## روابط خارجية
- جان روش على موقع IMDb (الإنجليزية)
- جان روش على موقع الموسوعة البريطانية (الإنجليزية)
- جان روش على موقع ألو سيني (الفرنسية)
- جان روش على موقع أول موفي (الإنجليزية)
- جان روش على موقع قاعدة بيانات الأفلام السويدية (السويدية)
- جان روش على موقع ديسكوغز (الإنجليزية)
- جان روش على موقع قاعدة بيانات الفيلم (الإنجليزية)
- جان روش على موقع كينوبويسك (الروسية)